# Hydropsyche pallidipennis
Hydropsyche pallidipennis är en nattsländeart som beskrevs av Martynov 1935. Hydropsyche pallidipennis ingår i släktet Hydropsyche och familjen ryssjenattsländor. Inga underarter finns listade i Catalogue of Life.